# Тлакомолт (Закуалтипан де Анхелес)
Тлакомолт (шп. Tlacomolt) насеље је у Мексику у савезној држави Идалго у општини Закуалтипан де Анхелес. Насеље се налази на надморској висини од 774 м.

## Становништво
Према подацима из 2010. године у насељу је живело 6 становника.

### Хронологија
| Година       | 2000        | 2010 |
| ------------ | ----------- | ---- |
| Становништво | 17 (6 / 11) | 6    |

### Попис
| # | Индикатор                     | Вредност |
| - | ----------------------------- | -------- |
| 1 | Укупно домаћинстава           | 1        |
| 2 | Укупно насељених домаћинстава | 1        |
| 3 | Величина локације             | 1        |